# Anne Zagré
Anne Zagré, född 13 mars 1990, är en friidrottare från Belgien. Hon deltog vid olympiska sommarspelen 2012, olympiska sommarspelen 2016 och olympiska sommarspelen 2020.